# Dimitris Harissiadis
Dimitris Harissiadis (15. srpna 1911 Kavala – 2. dubna 1993) byl řecký fotograf.

## Životopis
Narodil se 15. srpna 1911 v Kavale. Byl synem obchodníka Athanasiose Harissiadise, který se zabýval zpracováním a obchodem s tabákovými výrobky a rozvinul obchodní činnost až do Indie a Káhiry.
Jeho zájem o fotografii byl patrný již od útlého věku. Používal fotoaparát svého otce a fotografie vystavoval v provizorní temné komoře na střeše rodinného domu. Ve věku 16 let vyhrál druhou cenu ve fotografické soutěži ve Skotsku. Začal studovat chemii v Lausanne, ale byl nucen školu opustit, když se finanční situace jeho rodiny zhoršila kvůli negativní finanční výkonnosti obchodů jeho otce v Indii. Usadil se s rodinou v Indii a později, když se otcova finanční situace zlepšila, se rodina vrátila do Athén. Po vojenské službě začal pracovat v továrně na plasty svého otce.
V řecko-italské válce v roce 1940, které se zúčastnil jako záložní důstojník, byl oficiálním fotografem řecké armády. Jeho fotografiím z této války, kterých je asi tři sta, dominují chvíle odpočinku vojáků a nezachycují žádné válečné scény. Fotografoval také krajiny a bojová cvičení. Po začátku německého útoku na řecko-bulharské hranici v dubnu 1941 byl jako lingvista povolán k návratu do Atén. Za okupace mimo jiné zachytil těžké životní podmínky Řeků a tyto fotografie pomohly urychlit poskytování potravinové pomoci zemi ze zahraničí. Po propuštění chvíli pracoval jako tlumočník, protože uměl velmi dobře anglicky. Fotografoval příjezd a distribuci americké pomoci do Řecka a pořídil také fotografie z Osvobození, návštěvy Winstona Churchilla v Aténách a prosincových událostí. V následujících letech na příkaz ministerstva obnovy fotografoval hospodářské oživení země a velké projekty.
Byl jedním ze zakladatelů společnosti Řecké fotografické společnosti (Ellinikís Fotografikís Etaireías) v roce 1952. Zúčastnil se výstav Lidská rodina v New Yorku 1955, „Řecko viděno jedenácti řeckými fotografy“ v Chicagu 1957 a „The Pace of the European“ v Mnichově roku 1959. Od roku 1956 do roku 1985 provozoval fotoagenturu „D. A. Harissiadis „se svým spolupracovníkem Dionysem Tamaresim. Byl také fotografem Národního divadla.
Dimitris Harissiadis zemřel 2. dubna 1993. O čtyři roky později, v lednu 1997, byl jeho archiv přenesen do muzea Benaki.